# 山田勝彦 (政治家)
山田 勝彦（やまだ かつひこ、1979年〈昭和54年〉7月19日 - ）は、日本の政治家。立憲民主党所属の衆議院議員（3期）。

## 来歴
当時、弁護士として活動していた山田正彦の次男として、長崎県大村市に生まれる。長崎県立大村高等学校卒業。2003年3月、法政大学社会学部卒業。同年4月、株式会社プレナスに入社。
2009年8月、同月の第45回衆議院議員総選挙で5期目の当選を果たした父・山田正彦の事務所に入所。2010年6月8日に正彦が農林水産大臣に就任すると、勝彦は同大臣秘書官を務めた。同年9月、秘書官を退職。2013年10月、株式会社やまびこ学苑を設立。2014年4月、子ども発達支援やまびこ学苑を創業。 
2018年8月、旧立憲民主党長崎県連合代表に就任。長崎県第3区総支部長に就任。
2021年10月の第49回衆議院議員総選挙では、長崎3区において山田勝彦のほか、自由民主党現職の谷川弥一、山田正彦の秘書をかつて務めた長崎県議会議員（五島市選挙区）の山田博司らが立候補する混戦となり、10月31日の投開票の結果、谷川が小選挙区で当選。立憲民主党は比例九州ブロックで4議席を獲得。山田は3番目の惜敗率（96.445％）により、比例復活で初当選した。枝野幸男代表の辞任に伴う代表選挙（11月30日実施）では泉健太の推薦人に名を連ねた。
2022年12月13日の立憲民主党の常任幹事会で、次期衆院選において新長崎2区からの立候補が内定した。
2024年1月30日、立憲民主党は常任幹事会において、谷川の辞職に伴う長崎3区補欠選挙への山田の擁立を決定した。
2024年4月16日、衆議院長崎3区補欠選挙に立候補を届け出たことに伴い、公職選挙法の規定により衆議院議員を退職（自動失職）した。山田の欠員補充として立憲民主党比例九州ブロック次点者の川内博史が繰り上げ当選となっている。
2024年4月28日、補欠選挙の投開票が行われ、2回目の当選を果たした。同年5月1日付で当選が告示されている。
同年10月27日の第50回衆議院議員総選挙では、長崎2区で立候補し、加藤竜祥に敗れたものの比例復活で3選。
2025年に行われる第27回参議院議員通常選挙では元秘書が立候補している。

## 政策・主張

### 憲法
- 憲法改正について、2021年のアンケートで「反対」と回答[22]。
- 憲法9条への自衛隊の明記について、2021年のアンケートで「どちらかといえば反対」と回答[23]。
- 憲法を改正し緊急事態条項を設けることについて、2021年の毎日新聞社のアンケートで「反対」と回答[24]。

### 外交・安全保障
- 攻撃を受ける前に相手の拠点をたたく「敵基地攻撃能力」の保有について、2021年の毎日新聞社のアンケートで「賛成」と回答[24]。
- 普天間基地の辺野古移設について、2021年の毎日新聞社のアンケートで「政府は埋め立てをいったん中断して、沖縄県と話し合うべきだ」と回答[24]。
- 徴用工訴訟などの歴史問題をめぐる日韓の関係悪化についてどう考えるかとの問いに対し、2021年の毎日新聞社のアンケートで「政府の今の外交方針でよい」と回答[24]。

### ジェンダー
- 選択的夫婦別姓制度の導入について、2021年のアンケートで「賛成」と回答[22]。
- 同性婚を可能とする法改正について、2021年のアンケートで「賛成」と回答[23]。
- 「LGBTなど性的少数者をめぐる理解増進法案を早期に成立させるべきか」との問題提起に対し、2021年のアンケートで「賛成」と回答[22]。
- クオータ制の導入について、2021年のアンケートで「どちらかといえば賛成」と回答[23]。

### その他
- 新型コロナウイルス対策としての、消費税率の一時的な引き下げについて、2021年のアンケートで「必要」と回答[23]。
- 高校、大学の無償化について所得制限をなくすことに、2021年の毎日新聞社のアンケートで「賛成」と回答[24]。
- 「原子力発電への依存度について今後どうするべきか」との問題提起に対し、2021年のアンケートで「ゼロにすべき」と回答[23]。
- 森友学園への国有地売却をめぐる公文書改竄問題で、2021年5月6日、国は「赤木ファイル」の存在を初めて認めた[25]。しかし5月13日、菅義偉首相はファイルの存在を踏まえた再調査を行わない考えを報道各社に書面で示した[26]。9月の自民党総裁選挙で総裁に選出された岸田文雄も10月11日、衆議院本会議の代表質問で再調査の実施を否定した[27]。国の対応をどう考えるかとの同年の毎日新聞社のアンケートに対し「さらに調査や説明をすべきだ」と回答[24]。
- 遺伝子組み換え作物や残留農薬が発達障害やアレルギーの要因になるとして学校給食のオーガニック（無農薬）化を主張している[28][29]。

## 議員連盟
- 子どもへのワクチン接種とワクチン後遺症を考える超党派議員連盟[30]

## 不祥事
- 2021年11月5日の午前3時ごろ、五島市で酒に酔った状態で面識のない市民の住宅の玄関ドアを何度も叩き、警察に通報されるトラブルを起こした。山田は「宿泊予定だった親戚宅と間違えた」などとしてその後住民に謝罪したうえで弁護士と相談し、いったんは迷惑料として現金20万円を支払ったものの、後に返金されていた[31][32][33]。山田は12月13日に大村市の事務所で記者会見を行い、「公人というより私人として迷惑をかけ申し訳ない」と謝罪し、同11日付で党県連副代表を辞任したと発表。また、任期中は禁酒する意向を示した。山田によれば騒動直後は公務スケジュールを理由に被害者に謝罪せず、4日後に被害者から県連に連絡があり、山田が電話で謝罪していた。また、その後に渡した迷惑料の現金20万円が「口止め料」ではないかとの質問に対しては「そういう意図は全くない」と否定。謝罪会見では質問が相次ぐ中、山田の事務所は「時節柄、長時間は控えたい」として約40分で打ち切った[34][35]。

## 選挙歴
| 当落 | 選挙                     | 執行日         | 選挙区      | 政党       | 得票数    | 得票率 | 定数 | 得票順位 /候補者数 | 政党内比例順位 /政党当選者数 |
| ---- | ------------------------ | -------------- | ----------- | ---------- | --------- | ------ | ---- | ------------------ | ---------------------------- |
| 比当 | 第49回衆議院議員総選挙   | 2021年10月31日 | 長崎県第3区 | 立憲民主党 | 5万5189票 | 39.22% | 1    | 2/4                | 3/4                          |
| 当   | 第49回衆議院議員補欠選挙 | 2024年4月28日  | 長崎県第3区 | 立憲民主党 | 5万3381票 | 68.36% | 1    | 1/2                | /                            |
| 比当 | 第50回衆議院議員総選挙   | 2024年10月27日 | 長崎県第2区 | 立憲民主党 | 8万1808票 | 39.45% | 1    | 2/4                | 3/4                          |